# ロックモンド・ダンバー
ロックモンド・ダンバー(Rockmond Dunbar, 1973年1月11日 - )はアメリカの俳優である。

## 略歴
カリフォルニア州オークランド生まれ。スティーヴン・スピルバーグのドラマシリーズ『アース2』にもレギュラー出演していた。

## 出演作品

### テレビドラマ
- アース2 Earth 2 (1994)
- Soul Food (2000-2004)
- プリズン・ブレイク Prison Break (2005) ・・・C-ノート
- グレイズ・アナトミー Grey's Anatomy (2007) ゲスト
- CSI:マイアミ6 CSI: Miami  (2007) 第13話ゲスト
- メンタリスト ”Mentalist”（2013-2014）デニス・アボットFBI上級捜査官
- SCORPION/スコーピオン スコッティ パイロット役
- 9-1-1: LA救命最前線 9-1-1（2018-）マイケル・グラント役

### 映画
- キスキス,バンバン Kiss Kiss Bang Bang (2005) ・・・Mr.ファイア
- L.A.コールドケース City of Lies (2018)